# Jeu de la taupe

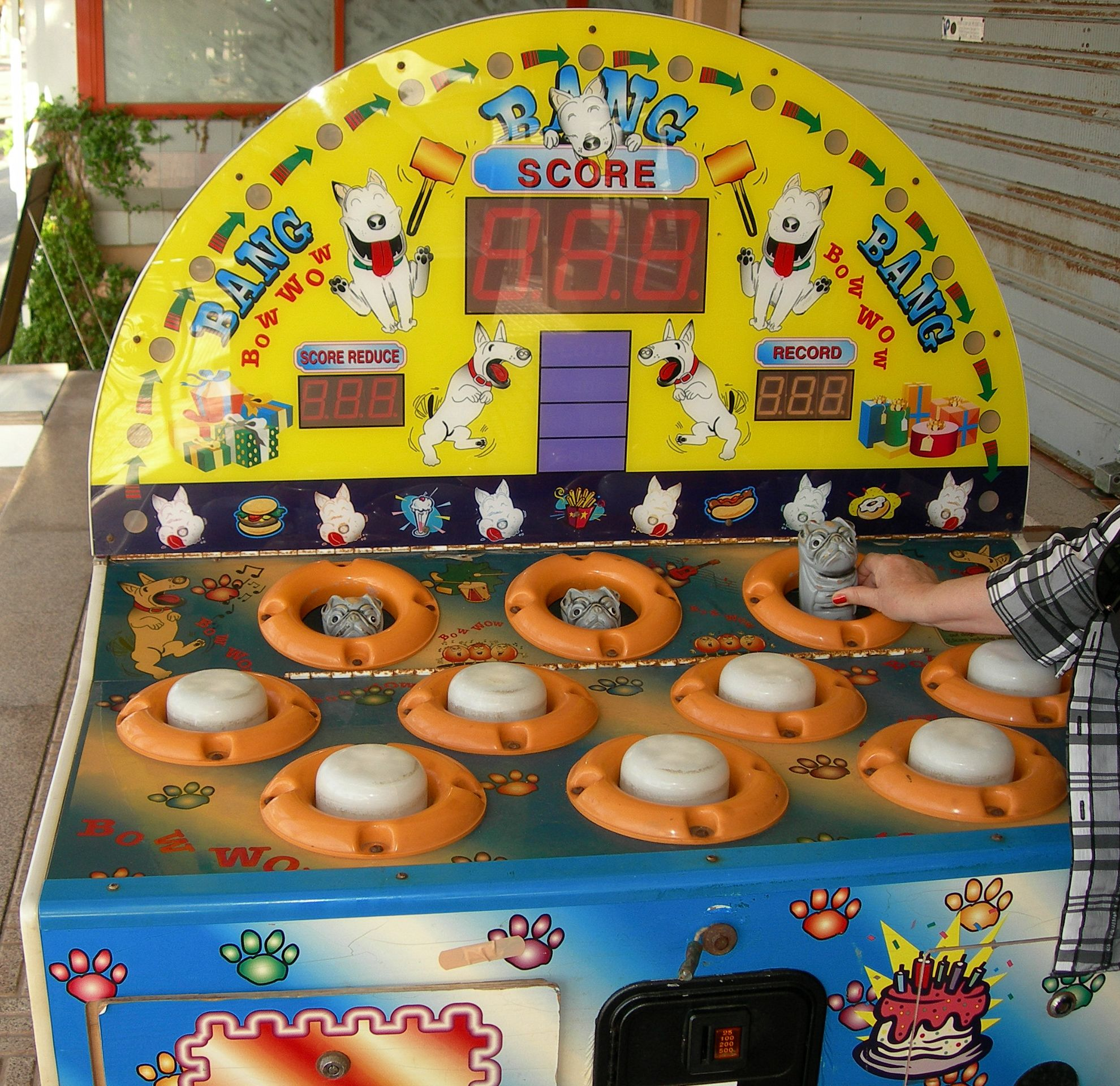
Un jeu de la taupe

Le jeu de la taupe est un jeu d'arcade (redemption game) dont le but est de taper à l'aide d'un marteau sur des taupes en plastique qui sortent des trous de la console de jeu.

## Description
Le principe du jeu est de frapper à l'aide d'un marteau sur le plus grand nombre de taupes parmi celles qui sortent pour un temps très limité et aléatoirement des trous situés sur un panneau de contrôle.
Le premier jeu de la taupe, Whac-A-Mole, a été commercialisé en 1971 et inventé par Aaron Fechter.
Ce principe de jeu a été étendu à d'autres univers que la taupe mais le principe reste le même : frapper sur des objets qui sortent de trous. Il a été adapté sur plusieurs supports comme le jeu vidéo d’arcade, sur console de jeu vidéo, sur internet et téléphone portable.